# Paracrias cavei
Paracrias cavei är en stekelart som beskrevs av Christer Hansson 2002. Paracrias cavei ingår i släktet Paracrias och familjen finglanssteklar.
Artens utbredningsområde är Honduras. Inga underarter finns listade i Catalogue of Life.